# مدرسة فخرية
مدرسة فخرية هي مدرسة تاريخية تعود إلى منذ حوالي 1200 سنة، وتقع في سبزوار.